# Protocalliphora maruyamensis
Protocalliphora maruyamensis är en tvåvingeart som beskrevs av Kano et Shinonaga 1966. Protocalliphora maruyamensis ingår i släktet Protocalliphora och familjen spyflugor. Inga underarter finns listade i Catalogue of Life.